# 瓦爾基 (沃洛達爾西克-沃林西基區)
50°41′41″N 28°35′22″E / 50.69472°N 28.58944°E
瓦爾基（烏克蘭語：Валки），是烏克蘭北部的村莊，隸屬日托米爾州的日托米爾區。該村始建於1927年，面積0.31平方公里，2001年人口101，人口密度每平方公里327.92s人。